# 712
712 (DCCXII) je bilo prestopno leto, ki se je po julijanskem koledarju začelo na petek.

## Dogodki
- Arabci zasedejo zahodnogotsko mesto Sevillo.

## Rojstva
- Teodorik IV., kralj Frankov († 737)

## Smrti
- Ansprand, kralj Langobardov (* okrog 657)
- Aripert II., vojvoda Torina in kralj Langobardov (* ni znano)